# Exorista cephalopalpis
Exorista cephalopalpis là một loài ruồi trong họ Tachinidae.